# 雲場池
雲場池（くもばいけ）は、長野県北佐久郡軽井沢町の六本辻近くにある池。地元では「お水端（おみずばた）」と呼ばれ、かつての外国人避暑客からは「Swan Lake（白鳥の湖）」という愛称も持つ。
細長い形状からデーランボーという巨人の足跡という伝説が残るが、大正時代、この周囲一帯を別荘地として開発した貿易商野澤組の野澤源次郎が、現在のホテル鹿島ノ森敷地内の湧水「御膳水」を源とする小川（雲場川）をせき止めて造った人造湖である。水源である御膳水は、江戸時代から名水と知られる湧水で、軽井沢宿時代から大名や宮家の御膳に用いられ、明治天皇巡幸の折にも供された。
池造設当時から散歩コースとして愛好され、堀辰雄、川端康成、正宗白鳥、室生犀星、吉屋信子、与謝野晶子らの随筆にもしばしば登場する。また池の周囲一帯は伏見宮邸、前田侯爵邸、松平伯爵邸、大隈侯爵邸、鳩山邸、石橋邸、牧山邸といった旧華族、政治家、財閥などの大型別荘が立ち並ぶ高級別荘地でもあった（現在でもこのエリアは高級別荘地として知られる）。
現在、一帯は雲場川風致地区に指定されており、池畔に遊歩道が廻らされるなど池の周囲は雲場池園地として整備されている。周辺に点在する外人墓地や美術館等の施設とともに軽井沢の観光コースとなっており、紅葉の名所としても知られる。高地であるため平地よりも一足早く紅葉の見頃を迎え、例年10月下旬から11月上旬にかけてがピークである。

## 所在地
- 長野県北佐久郡軽井沢町軽井沢

## 交通アクセス
- 北陸新幹線 軽井沢駅 徒歩20分

## ギャラリー

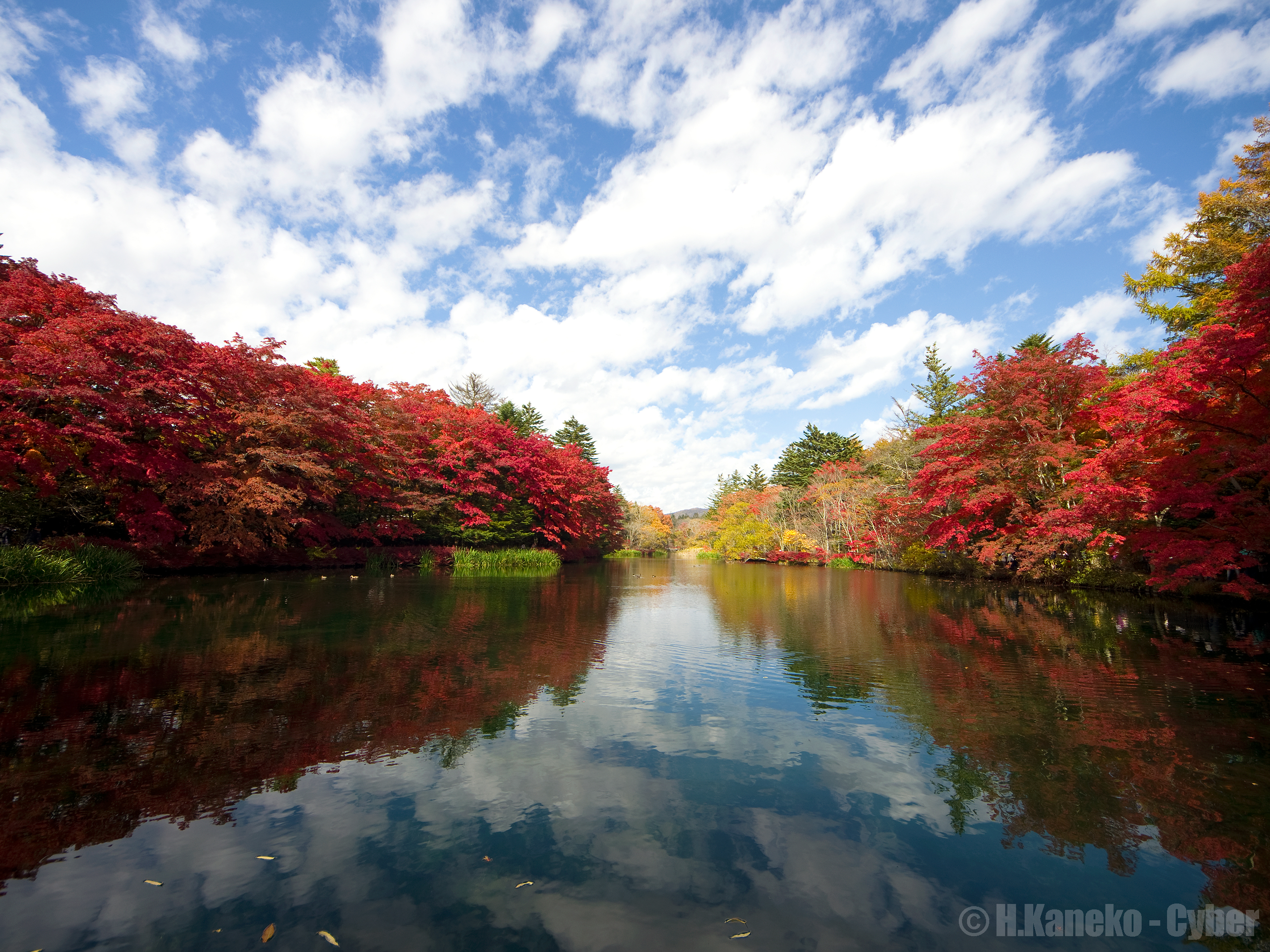
紅葉の雲場池（10月下旬）
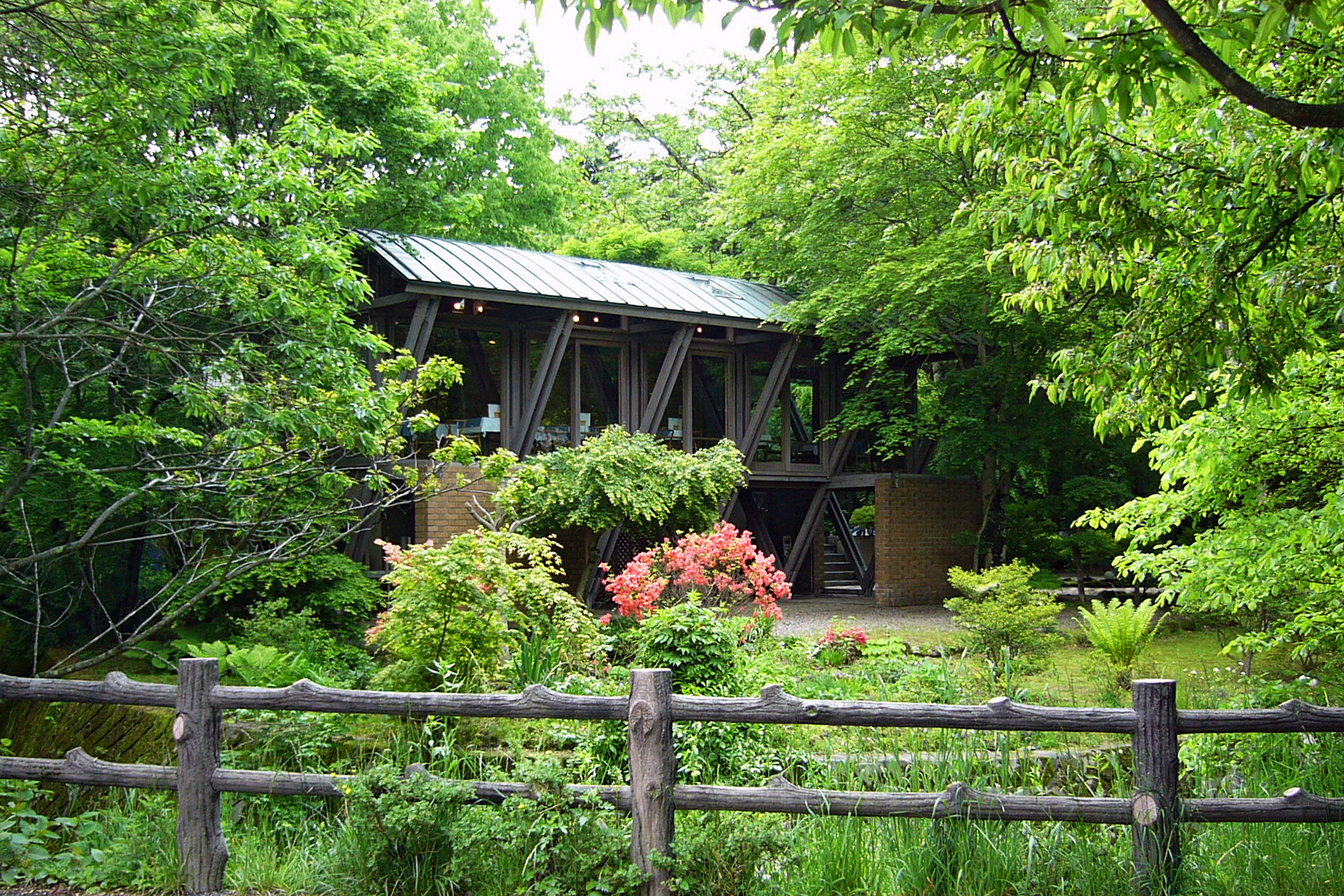
畔のレストラン
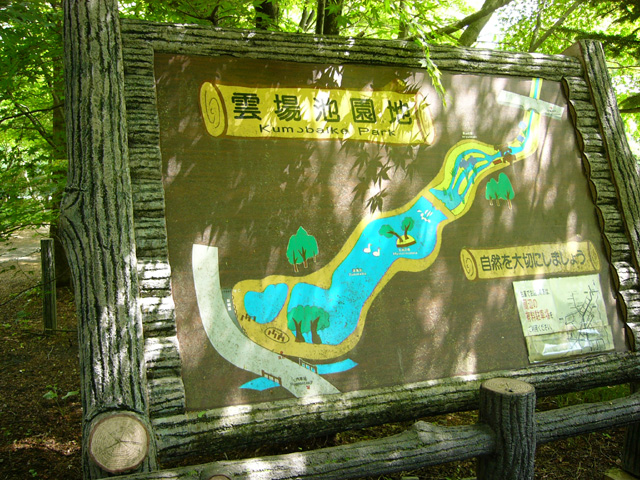
案内図
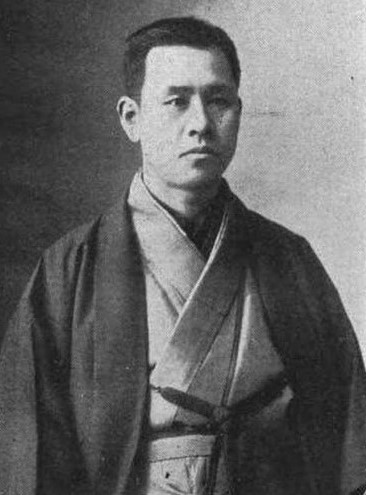
野沢源次郎
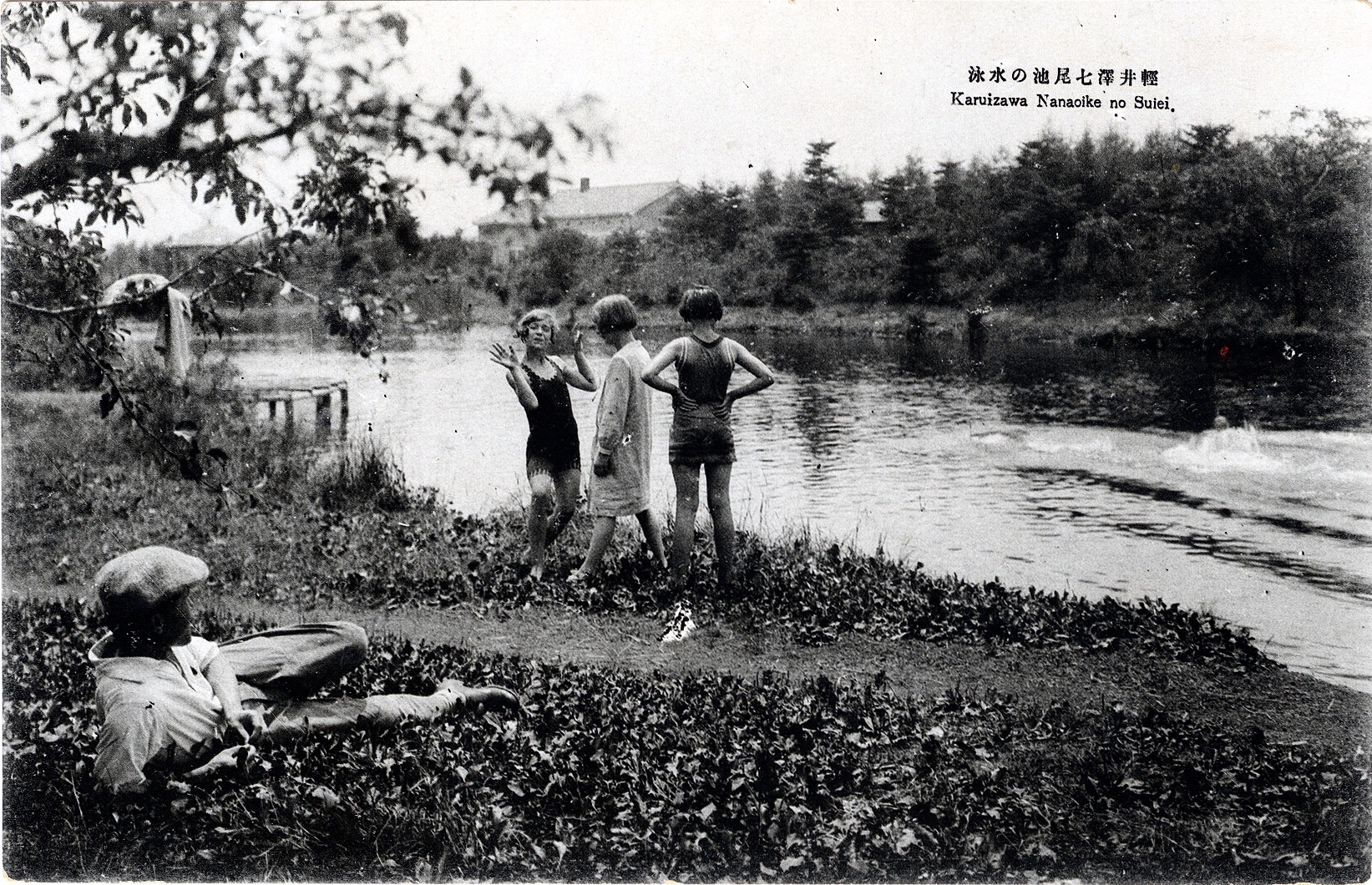
雲場池で遊ぶ外国人少女たち（戦前の絵葉書）。背景に写る建物はかつて存在した外国人向けリゾートホテル「軽井沢ニューグランドロッジ」

## 周辺情報
- 矢ヶ崎公園
- 軽井沢大賀ホール
- 石の教会・内村鑑三記念堂
- 小さな美術館軽井沢草花館
- 軽井沢プリンスショッピングプラザ
- 万平ホテル
- ショー記念礼拝堂
- ショーハウス記念館
- 軽井沢ユニオン教会
- 旧軽井沢銀座